# Petrochromis fasciolatus
Petrochromis fasciolatus är en fiskart som beskrevs av Boulenger, 1914. Petrochromis fasciolatus ingår i släktet Petrochromis och familjen Cichlidae. IUCN kategoriserar arten globalt som livskraftig. Inga underarter finns listade i Catalogue of Life.